# Buxton
Buxton er en kurby i Derbyshire, England. Det er den højest beliggende købstad i England. Buxton bliver ofte omtalt som "porten til Peak District National Park", idet den ligger tæt ved grænsen til Cheshire mod vest og Staffordshire mod syd. Byen var municipal borough indtil 1974, hvorefter Buxton blev lagt sammen med andre lokaliteter primært mod nord, inklusive Glossop, og dannede kommunalområdet og kommunen High Peak i grevskabet Derbyshire. Buxton er under økonomisk indflydelse fra Greater Manchester.
Poole's Cavern, der er en stor kalkstenshule, som er åben for offentligheden, ligger i Buxton. Ligeledes er byen kendt for St Ann's Well, som får vand fra en geotermisk kilde, som bliver hældt på flasker og solgt internationalt af Buxton Mineral Water Company. Derudover findes Buxton Opera House hvor der bliver afholdt flere musik- og teaterfestivaler hvert år. University of Derbys Devonshire Campus ligger i nogle af byens historiske bygninger.
Buxton er venskabsby med Oignies i Frankrig og Bad Nauheim i Tyskland.